# Melanis herminae
Melanis herminae is een vlindersoort uit de familie van de prachtvlinders (Riodinidae), onderfamilie Riodininae.
Melanis herminae werd in 1952 beschreven door Zikán, J.